# Polsat
Polsat este cea de-a doua televiziune ca mărime din Polonia. A fost fondată în 1992 și este deținută de Zygmunt Solorz-Żak.